# Marilyn Baptiste
Marilyn Baptiste é uma ex-chefe da Primeira Nação Xeni Gwet'in na Colúmbia Britânica, no Canadá.
Ela recebeu o Prémio Eugene Rogers em 2011 pelo seu papel na campanha para salvar Teztan Biny. Ela também recebeu o Prémio Ambiental Goldman em 2015.